# Willem Bouwhuis

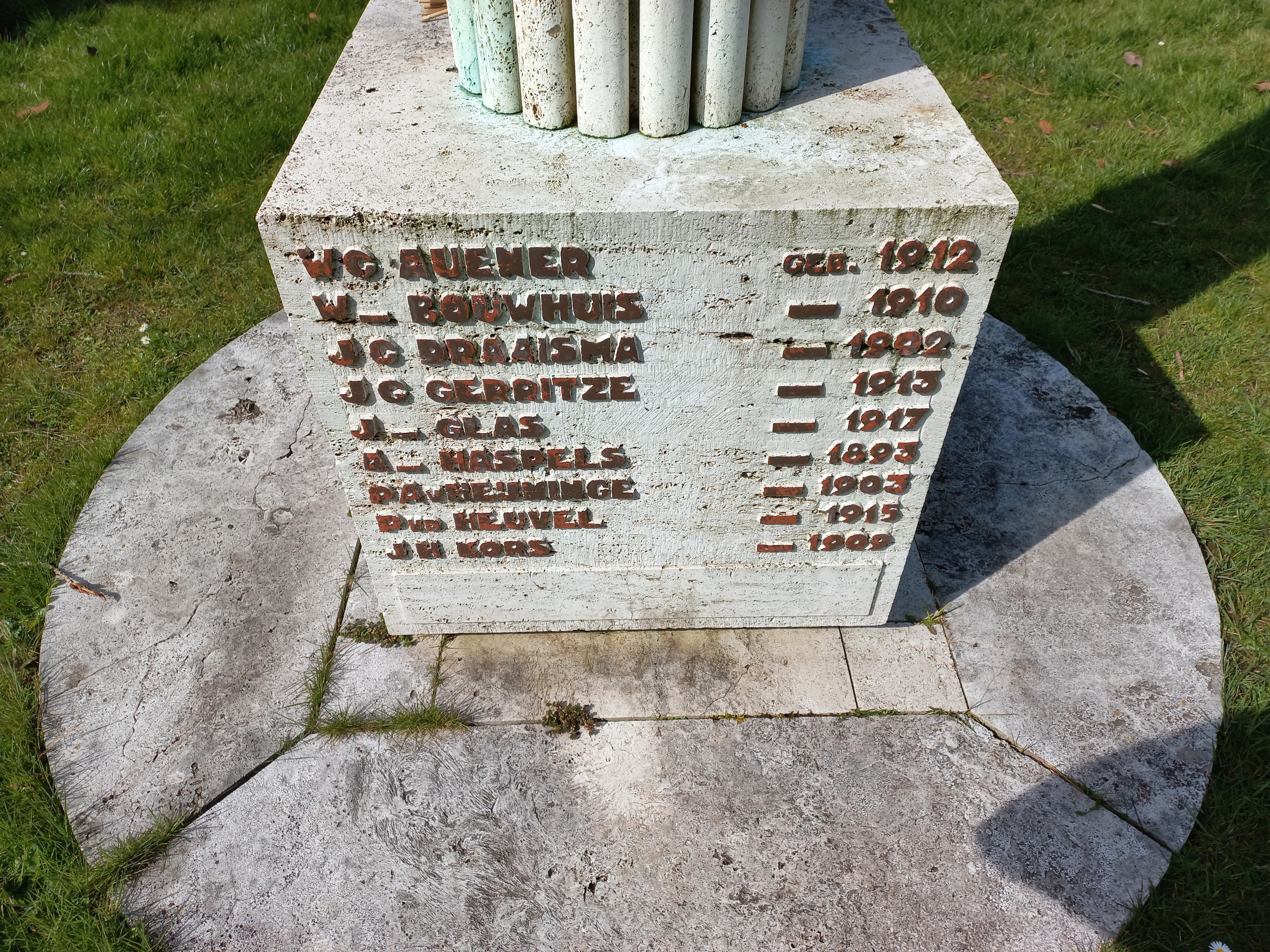
Willem Bouwhuis op oorlogsmonument (april 2022)

Willem Bouwhuis (Zwolle, 30 april 1910 – Soesterberg, 19 november 1942) was een verzetsstrijder tijdens de Duitse bezetting van Nederland.
Willem Bouwhuis was actief in de illegaliteit voor de Communistische Partij van Nederland (CPN) binnen Verzetsgroep Amsterdam. Hij werkte bij Fokker als instrumentenmaker en gaf leiding aan de Februaristaking in 1941.
Willem Bouwhuis werd in de nacht van 26 op 27 januari 1942 in Amsterdam gearresteerd. Hij zat vast in de gevangenis aan de Weteringschans in Amsterdam en in kamp Amersfoort, alvorens hij werd overgebracht naar de Kriegswehrmachtsgefängnis in Utrecht. Op 19 november 1942 werd hij tezamen met 32 andere verzetsmensen in Soesterberg in het geheim door een Duits vuurpeloton doodgeschoten. Deze fusillade werd later bekend als de ‘stille fusillade’.
Zijn naam staat vermeld op het 'Monument voor gefusilleerde verzetsmensen' in Soesterberg (gemeente Soest) en op het 'Monument voor de Verzetsstrijders' op De Nieuwe Ooster in Amsterdam, alwaar hij in 1945 werd herbegraven. In de Amsterdamse wijk Twiske en Kadoelen II is het Willem Bouwhuispad naar hem vernoemd.